# Show-1グルメグランプリ
Show-1グルメグランプリ（しょうわんグルメグランプリ）は、2010年から鹿児島県で開催されているご当地グルメのコンテスト。店や企業単体での参加ではなく、商店街単位での参加が必須となっているのが特徴。

## 概要
各地域の鹿児島県産食材を活用して開発した料理に焦点を当てると共に、鹿児島県民のみならず県外からの観光客に鹿児島県の食材の魅力を再発見してもらうことと、各商店街の活性化を目的として開催される。
県内の各イベントで「地方大会」を行って予選とし、「本大会」でグランプリを定める。

## 審査方法
投票券付きの専用チケットを観客が購入し、大会会場内の料理をチケットで購入する。食べた料理の中で最も美味いと思った料理の投票箱に投票券を入れる。投票券の枚数を集計する。
専用チケットは地方大会と本大会で共通の金券として利用でき、年度内であれば複数の大会で利用できる。また、残ったチケットは返金も可能。投票券は地方大会と本大会で異なる。

## 殿堂入り
枕崎鰹船人めし（枕崎市、まくらざきかつおふなどめし）は2011年、2012年と連続してグランプリを獲得しており、2014年大会からは殿堂入りとして審査対象からは外れることになった。